# エマニュエラ・パンターニ
エマニュエラ・パンターニ（Emanuela Pantani、1971年4月19日 - ）は、イタリアの女子プロボクサーである。グロッセート出身。元WBA女子バンタム級世界王者。

## 来歴
2006年3月17日、34歳でプロデビュー。
12月26日、Jovana Neskovic相手に初のKO勝利。
2007年11月27日、Elena Miftodeを4RTKOで倒し、EBU女子スーパーバンタム級王座を獲得。
2008年12月19日、空位のWBA女子バンタム級王座をBetina Gabriela Garinoと争い、判定で王座獲得。
その後は2009年12月にノンタイトル1戦勝利したのみ防衛戦は行われず2010年剥奪。